# Malzmühle (Wriezen)

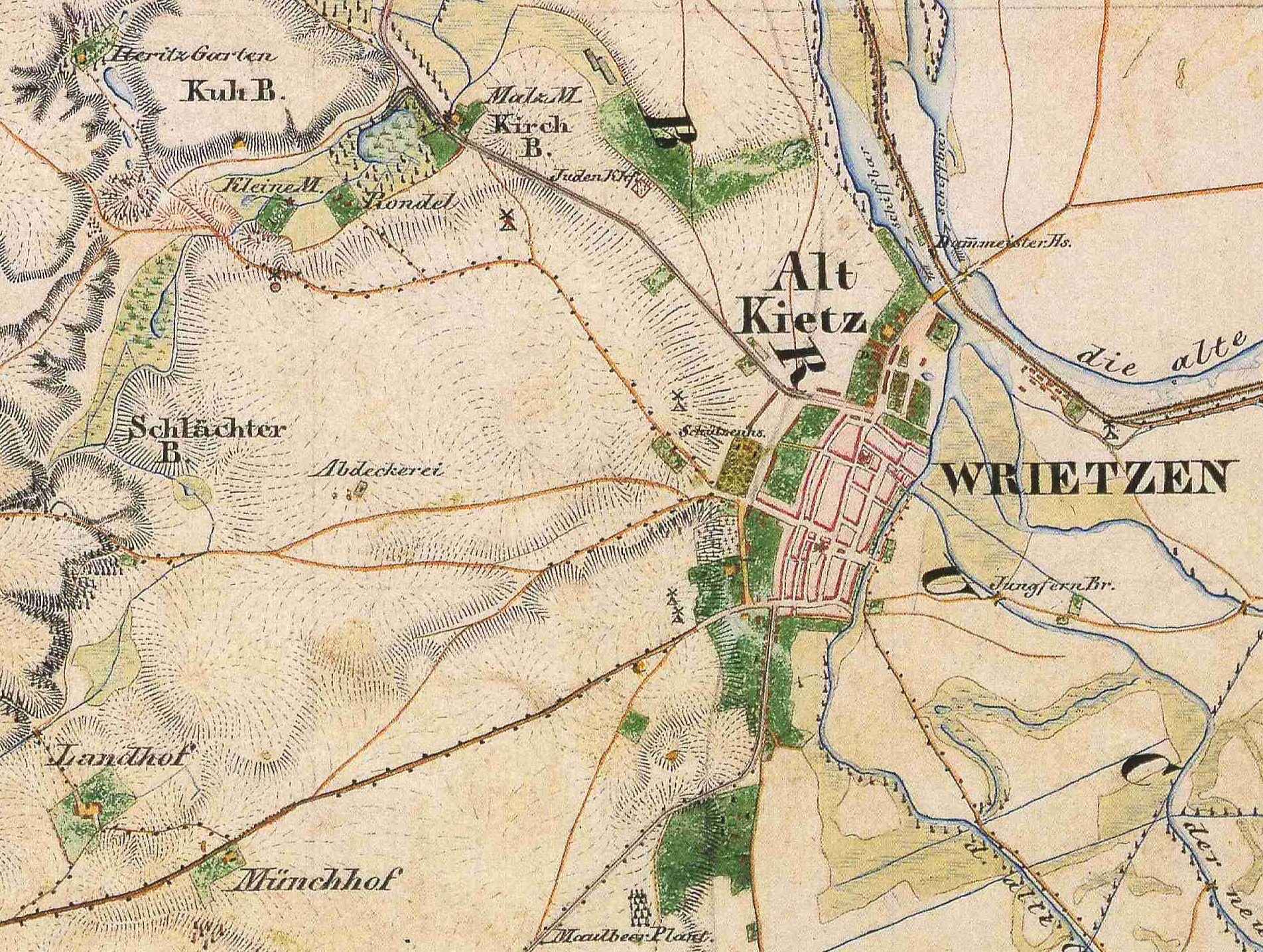
Wriezen mit Kleiner Mühle und Malzmühle auf dem Urmesstischblatt 3250 von 1844

Die Malzmühle (andere Namen sind Große Mühle oder Stadtmühle) war eine Wassermühle und ein Wohnplatz auf der Gemarkung der Stadt Wriezen im Landkreis Märkisch-Oderland (Brandenburg). Sie wurde 1524 aufgebaut und nach dem Dreißigjährigen Krieg um eine Windmühle auf dem nahe gelegenen Hügel ergänzt. Der Betrieb der Mühle wurde 1979 eingestellt.

## Lage
Die Malzmühle lag knapp 1,5 km nordwestlich von der Innenstadt von Wriezen entfernt an einem Fließ, das heute den Namen Freienwalder Landgraben trägt. Es hatte in der Vergangenheit unterschiedliche Namen, wie Springfließ oder Mühlenfließ. Das Mühlengehöft hat die Straßenbezeichnung Max-Lieber-Straße 27.

## Geschichte
Am 7. April 1524 kamen die Äbtissin Catharina von Loben und die ganze Versammlung des Zisterzienserinnenklosters Friedland sowie Melchior von Pfuel als Klostervogt auf der einen Seite und der Rat der Stadt Wriezen und der Erbpächter der Lippenschen Mühle (oder Lubenekeschen Mühle) Calixtus Lowen auf der anderen Seite überein, dass Letzterem der Bau einer Malzmühle mit einem Rad auf städtischen Grund und Boden gestattet werde. Die Malzmühle wurde bald nach dem oben genannten Vertrag vom Jahre 1524 von Calixtus Lowen erbaut. Sie diente zu dieser Zeit ausschließlich zum Mahlen des Malzes für die Wriezener Bierbrauer, daher auch ihr Name. Im Gegensatz zur neu errichteten Malzmühle oder Großen Mühle wurde die ältere Lubeneksche Mühle nun Kleine Mühle genannt.
Sicher wurde zu dieser Zeit auch ein Mühlteich für die Malzmühle angelegt. Ob dieser allerdings schon die Größe des heutigen Stadtsees hatte, ist ungeklärt. Calixtus Lowen erhielt von 16 Scheffeln Malzschrot einen Groschen Mahlgeld. 1608 war Matthäus Engel Müller auf der Malzmühle. 1618 wird der Malzmüller nur Meister Joachim genannt. 1624 starb der Müller der Großen Mühle, Thomas, an der Pest. 1638 war Michel Buch Malzmüller und 1643 Albrecht Wasewitz. Nach Wasewitz ist noch ein Mühlenmeister Peter Freuling nachgewiesen.
Nach dem Dreißigjährigen Krieg wurde auf einem benachbarten Hügel noch eine Bockwindmühle angelegt, um auch bei Wasserarmut weiter mahlen zu können. Diese Windmühle wurde am 9. August 1697 während eines Gewitters vom Blitz getroffen und schwer beschädigt. In der Mühle wurde der Müllerlehrling Christoph Clön tödlich verletzt. Der Mühlenmeister Bartholomäus Michel erlitt schwere Verbrennungen am Rücken, überlebte aber den Blitzschlag.
1701 war Martin Müller Erbmühlenmeister auf der Malzmühle; ihm folgte Gerhard Röhl nach. Von 1731 bis 1735 hatte Mühlenmeister Esaias Schiedler/Schindler die Malzmühle (Wasser- und Windmühle) gepachtet. Er musste jährlich für beide Mühlen 5 Wispel und 15 Scheffel Roggen Pacht bezahlen. Das Fischen im Mühlteich wurde ihm aber ausdrücklich verboten. Schindler war Besitzer der Papenmühle in Bad Freienwalde; er starb dort am 3. März 1735. 1739 wurde Christian Siegmund Neumann neuer Pächter der Malzmühle. Nur wenig später folgte ihm Mühlenmeister Michael Kapcke nach, der 1743 verstorben ist. Der auf ihn folgende Mühlenmeister Eschbach musste für die Malzmühle und die zugehörige Windmühle jährlich 7 Wispel und 30 Scheffel Roggen und in Geld 10 Taler 8 Groschen bezahlen.
Nachdem 1760 im Rahmen des Siebenjährigen Krieges (1756–63) nicht nur Berlin, sondern auch das Umland von österreichischen und russischen Truppen besetzt und geplündert worden war, musste der Rat der Stadt Wriezen den Malzmüller Bruchmüller aus der Pacht entlassen. Er war durch die Plünderungen finanziell völlig ruiniert worden und hatte zudem Frau und Kind verloren. Dadurch war er mental so labil (ganz wahnsinnig im Kopfe) geworden, dass der Magistrat mutwillige oder fahrlässige Beschädigungen an den Mühlen befürchtete.
Am 25. Oktober 1763 gaben Bürgermeister und Rat der Stadt Wriezen die Malzmühle an Johann Christian Stabow gegen ein Kaufgeld von 50 Talern in Erbpacht. Als Jahreserbpacht musste er 4 Wispel 14 Scheffel Roggen bezahlen. Er musste bevorzugt für die Brauerschaft schroten. Für ein halbes Brauen Malz bestehend aus 16 Scheffeln erhielt er 6 Groschen Mahlgeld. Ihm wurde nun aber auch das Recht eingeräumt, im Mühlteich zu fischen, und er durfte das Elsholz (Erlen) auf dem Mühlteich sowie die Grasränder bis an die Berge nutzen. Dafür musste er allerdings zusätzlich 20 Taler im Jahr aufbringen. Er durfte aber unentgeltlich 2 Pferde, 4 Kühe und zwei Schweine und unter Aufsicht des Stadthirten gegen gewöhnlichen Hirtenlohn auf der städtischen Breiten Wiese weiden lassen. Über die Mühlenarche führte der Heer- und Postweg von Wriezen nach Bad Freienwalde. Der Magistrat verpflichtete sich daselbst, die Mühlenarche zu unterhalten. Eine Vierteljahrespacht wurde dem neuen Erbpächter erlassen, da er zuerst 1000 Taler aufwenden musste, um die Mühle wieder gangbar zu machen. Die Malzmühle war nun eine Getreidemahlmühle. Als Zwangsmahlgäste waren die Bewohner der Orte Neugaul und Rathsdorf zugewiesen. In der Stadt stand der Pächter in Konkurrenz mit den anderen Müllern. Er musste einen Mühlenwagen halten und das Getreide in der Stadt abholen. Für das Mahlen eines Scheffels Weizen erhielt er einen Groschen, für einen Scheffel Roggen oder Gerste sowie für den Scheffel Branntweinschrot erhielt er sechs Pfennige. Im Veräußerungsfall reservierte sich der Rat der Stadt das Vorkaufsrecht. Als Johann Christian Stabow 1765 aber zusätzlich einen Schneidemühlengang errichten wollte, wurde ihm das vom Magistrat der Stadt Wriezen untersagt. 1771 wurde ihm aber erlaubt ein zweites Rad anzulegen.
Am 30. Juni 1770 schloss Stabow mit der Stadt einen Vertrag, nachdem er auf seine Kosten zwei Windmühlen auf Stadtterritorium errichten durfte. Er musste dafür jährlich 4 Wispel Roggen Grundzins bezahlen. Bereits 1803 verkaufte Stabow die beiden Windmühlen an den Mühlenmeister Christoph Würdig. 1787 starb der Altmeister der Wriezener Müllerinnung Christian Huwe von der Kleinen Mühle bei Wriezen. Nachfolger wurde Mühlenmeister Johann Christian Stabow von der Malzmühle. Johann Christian Stabow starb 55-jährig am 31. Januar 1782. Nachfolger wurde sein gleichnamiger Sohn, der zu diesem Zeitpunkt 23 Jahre alt war.
1828 löste Johann Christian Stabow die Roggenpacht für 3687 Taler 8 Silbergroschen und 9 Pfennige ab. 1837 gehörte die Malzmühle den Stabowschen Erben, vermutlich war der jüngere Johann Christian Stabow kurz vorher gestorben. 1849 wurde erneut ein Stabow auf der Malzmühle zum Altmeister der Wriezener Müllerinnung gewählt. Die Mühle war inzwischen zu einer Getreidemahlmühle umgebaut worden. 1858 bestand das Mühlengehöft aus einem Wohnhaus und acht Wirtschaftsgebäuden, darunter die Getreidemahlmühle. Im Gehöft lebten damals neun Personen. Die Malzmühle blieb im Besitz der Familie Stabow bis 1870. Am 27. Mai 1870 verkaufte Friedrich Stabow die Malzmühle für 16.300 Taler an Otto Wolff aus Altreetz.
Zur Malzmühle gehörte 1871 ein Wohngebäude; 11 Personen der Familie Wolff wohnten dort. 1885 gehörten zur Malzmühle zwei Wohnhäuser, in denen 17 Personen wohnten. Otto Wolff ist vor 1922 gestorben. 1922 betrieb dessen Sohn Max Wolff die Malzmühle. Er ließ das oberschlächtige Wasserrad durch eine Turbine ersetzen und rüstete die Mühle zusätzlich noch mit Elektroantrieb aus. Vermutlich blieb seine Mutter Elsbeth Wolff formelle Besitzerin der Malzmühle. Sie stellte 1929 einen Antrag auf Eintragung des Staurechtes. Klockhaus' kaufmännisches Handels- und Gewerbe-Adressbuch des Deutschen Reichs von 1935 führt Max Wolf als Müller in Wriezen auf. Bisher ließ sich nicht ermitteln, wann die zugehörige Bockwindmühle abgerissen wurde. In der Topographischen Karte Nr. 3250 Bad Freienwalde von um 1900 ist sie noch vorhanden. In der Ausgabe der Topographischen Karte von 1931 fehlt sie bereits.
Den Zweiten Weltkrieg überstand die Malzmühle weitgehend ohne Schäden. Sie wurde 1945 von Wriezener Bürgern wieder in Betrieb genommen, um die Bevölkerung mit dringend benötigtem Mehl zu versorgen.
1949 pachtete der aus der Mietzelmühle bei Soldin stammende Müllermeister Karl Feuerhelm die Malzmühle. Er hatte bisher die Unterkietzmühle in Bad Freienwalde gepachtet. Die Malzmühle. hatte damals einen Schrot- und einen Mahlgang, beide Gänge arbeiteten noch mit Mahlsteinen. Feuerhelm modernisierte die Mühle und ersetzte die Mahlsteine durch zwei Walzenstühle. Er blieb
bis 1956 Pächter der Malzmühle. Danach pachtete Müllermeister Heinz Hempp die Malzmühle für zwei Jahre. Mit der Kollektivierung der Landwirtschaft und Gründung der Wriezener LPG „Albrecht Daniel Thaer“ wurde die Malzmühle von der LPG übernommen und diente bis 1969 zur Futtermittelherstellung. Danach wurden die Maschinen nur noch zum Reinigen von Saatgetreide genutzt. 1979 wurde die Mühle stillgelegt.
Nach der Wende ging die Malzmühle in den Besitz des Bauunternehmers Rüdiger Bail. Die Mühle soll zu einem Mühlenmuseum aus- und umgebaut werden. 1997/98 beräumten ABM-Teams des Bildungs- und Beschäftigungsvereins (BBV) Wriezen das Grundstück und das Mühlengebäude, säuberten und konservierten die alten Maschinen und besserten die Fußböden aus. Leider kam es nicht mehr zur Einrichtung des Mühlenmuseums.

## Müller und Mühlenmeister (Übersicht)
- 1524 Calixtus Lowen
- 1608 Matthäus Engel
- 1618 Meister Joachim
- 1624 Müller Thomas
- 1638 Michel Buch, Malzmüller
- 1643 Albrecht Wasewitz
- ? Peter Freuling, Mühlenmeister
- 1667 Bartholomäus Michel
- 1701 Martin Müller, Erbmühlenmeister
- danach Gerhard Röhl
- 1731 bis 1735 Esaias Schiedler, Pächter
- 1739 Christian Siegmund Neumann
- bis 1743 Michael Kapcke
- nach 1743 Mühlenmeister Eschbach
- bis 1763 Bruchmüller
- ab 1763 bis 31. Januar 1782 (†) Johann Christian Stabow sen.
- ab 1782 bis (1837) Johann Christian Stabow jun. (zu diesem Zeitpunkt 23 Jahre alt)
- 1837: Mühlenmeister (Johann Christian) Stabowsche Erben[8]
- 1849 bis 1855 (†) Mühlenmeister Stabow, Altmeister der Wriezener Müllerinnung[6]
- bis 1870 Friedrich Stabow
- ab 1870 Otto Wolff[16]
- 1926 bis (1935) Max Wolff[14]
- 1949 bis 1956 Karl Feuerhelm, Pächter
- 1956 bis 1958 Heinz Hempp, Pächter
- ab 1958 bis 1979 LPG Wriezen